# U-Pick Live
U-Pick Live was een Amerikaans televisieprogramma van Nickelodeon. Het programma werd uitgezonden van 14 oktober 2002 tot 27 mei 2005, in de middagen van weekenden. De show gaf kijkers de mogelijkheid om via internet te stemmen op een televisieprogramma dat ze graag wilden zien, meestal tekenfilms. De spelers, Brent Popolizio, Candace Bailey, Bryan Kirkwood, Antonio Neves, Garbagio en Tom Lamberth, speelden vaak kleine sketches, waaraan het livepubliek meewerkte en waarin meestal ook beroemdheden voorkwamen. Ook werden er muzikale optredens gehouden.

## Cast
- Brent Popolizio als zichzelf
- Candace Bailey als zichzelf
- Jeff Sutphen als Pick Boy
- Antonio Neves als zichzelf (2002-2004)
- Garbagio als zichzelf (2002-2004)
- Tom Lamberth als Cow

## Opvallende uitzendingen
- 14 oktober 2002: Eerste uitzending.
- 21 februari 2003: Garbagio worstelt met 'koekjes en melk' en verliest.
- 28 februari 2003: Een tweede kans voor Garbagio om de koekjes en melk te verslaan.
- juni 2004: Een aflevering waar gesproken wordt over The Pickles, een niet-bestaande band die de castleden hebben bedacht.
- april 2005: U-Pick is online te zien.
- 27 mei 2005: U-Pick viert haar 401ste en laatste aflevering.